# Technicolour
«Technicolour» — песня британской инди-рок-группы Mumm-Ra, выпущенная 7 марта 2013 года. «Technicolour» стала первой новой песней, записанной после возвращения группы, изначально прервавшей своё творчество в 2008 году. Mumm-Ra выпустила её в качестве интернет-сингла, чтобы «подогреть аппетит» слушателей к будущему полноценному музыкальному релизу, которым впоследствии стал мини-альбом Back to the Shore.
15 апреля 2013 года сингл «Technicolour» стал доступен для платной загрузки на сайте Bandcamp, дополненный ещё двумя песнями — «Your Father’s Son» и «Ho Hey!».

## История записи и выпуск
7 марта 2013 года группа Mumm-Ra официально объявила о своём возвращении и вместе с этим представила публике новую песню «Technicolour», анонсировав работу над будущим музыкальным релизом: «Мы надеемся донести что-то до ваших ушей в ближайшие пару месяцев. Чтобы подогреть до того момента аппетит — вот вам небольшой акустический номер под названием „Technicolour“». Одновременной с песней было выложено музыкальное видео к ней. Причиной записи песни «Technicolour» послужила оплошность барабанщика Mumm-Ra, Гарета «Рока» Дженнингса, слишком рано поделившегося с публикой насчёт планов группы:
...Барабанщик — человек экстраординарный и с большим ртом — сказал людям, что мы собираемся записывать EP ещё до того, как половина группы узнала, что мы собираемся записывать EP. Это вызвало некоторый интерес у публики, причём гораздо больший, чем я мог ожидать, так что я набросал немного аккордов для «дегустационного» акустического трека, прежде чем мы смогли отправиться в студию. Я написал его ещё в 2007 году, но записал лишь в прошлом месяце на своей домашней студии... Мне он нравится. Он про самоотверженную любовь, влечение противоположностей и весь этот джаз.Джеймс «Ну» Нью, вокалист Mumm-Ra
Сайт Keep Pop Loud назвал спокойный трек «Technicolour» довольно сдержанным возвращением группы Mumm-Ra, которое не может вызвать такого ажиотажа, как её песня «She’s Got You High» в своё время, хотя это не означает, что новая песня недостаточно хороша. «Будучи длиной чуть более, чем три минуты, „Technicolour“ очень быстро пленяет, легко вызывая желание слушать её снова». По мнению Keep Pop Loud, песню можно охарактеризовать как мост над пятилетнем перерывом Mumm-Ra — между наиболее спокойными песнями альбома These Things Move in Threes и современными открытыми, мечтательными композициями.

## Список композиций
1. «Technicolour» (3:13)
2. «Your Father’s Son» (4:05)
3. «Ho Hey!» (2:52)